# 779 Nina

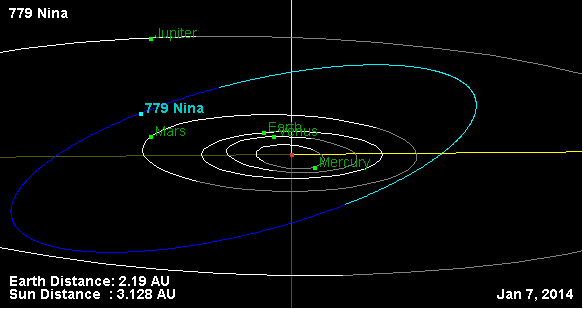
779 Nina

779 Nina eller 1914 UB är en asteroid i huvudbältet, som upptäcktes den 25 januari 1914 av den ryske astronomen Grigorij N. Neujmin vid Simeiz-observatoriet på Krim. Den är uppkallad efter upptäckarens syster, Nina N. Neujmina.
Asteroiden har en diameter på ungefär 80 kilometer.